# Ângelo Carlos Muniz
Ângelo Carlos Muniz (fim do séc. XVIII — 4 de maio de 1863) foi um político brasileiro, senador do Império do Brasil de 1852 até sua morte. Também governou a então província do Maranhão, interinamente, entre 1844 e 1846.